# Сигізмунд (герцог Баварії)
Сигізмунд I (*Siegmund I, 26 липня 1439  —1 лютого 1501) — герцог Баварсько-Мюнхенський у 1460—1467 роках, герцог Дахау-Баварський у 1467—1501 роках.

## Життєпис
Походив з династії Віттельсбахів. Третій син Альбрехта III, герцога Баварсько-Мюнхенського, та Анни Брауншвейг-Грубенгаген-Айнбекської. Народився у 1439 році. 1456 року планувався його шлюб з Маргаритою, донькою Фрідріха II Гогенцоллерна, курфюрста Бранденбургу.
У 1460 році після смерті батька почпв правити разом зі старшим братом Іоганном IV. Втім фактично не мав реальної влади. У 1463 році після смерті останнього Сигізмунд стає основним володарем, а його співправителем став молодший брат Альбрехт IV. Своїм «Відкритим листом» визначив юрисдикцію магістрату Мюнхена та власне герцога. Водночас звільнив з посад багатьох непридатних чиновників своїх попередників.
У вересні 1467 року Сигізмунд відмовився від правління в Баварсько-Мюнхенському герцогстві, отримавши як довічний домен спеціально створене герцогство Дахау-Мюнхен. Своєю резиденцією Сигізмунд зробив мисливський замок Блютенбург поблизу Мюнхена, де за його велінням розводили павичів і інших птахів. зЗагалом не брав участі у зовнішній політиці, займався переважно розбудовою свого невеличкого володіння.
Сигізмунд помер 1501 року, його було поховано у Фрауенкірхе. Йому спадкував  брат Альбрехт IV.

## Родина
Одруженим не був.Мав чотирьох позашлюбних дітей

## Меценат
Був покровителем церков і монастирів. За його правління почалося будівництво однієї з найголовніших визначних пам'яток Мюнхена — Фрауенкірхе (Собору святої Богородиці), перший камінь у фундамент якого був закладений герцогом 9 лютого 1468 року.